# بخش لیبرتی (شهرستان هاردین، اوهایو)
بخش لیبرتی (به انگلیسی: Liberty Township) یک منطقهٔ مسکونی در ایالات متحده آمریکا است که در شهرستان هاردین، اوهایو واقع شده‌است.
 بخش لیبرتی ۹۲٫۸ کیلومتر مربع مساحت و ۷٬۷۱۲ نفر جمعیت دارد و ۲۹۲ متر بالاتر از سطح دریا واقع شده‌است.